# Ca l'Esclopeter (Colomers)
|  | Aquest article tracta sobre Ca l'Esclopeter de Colomers. Vegeu-ne altres significats a «Ca l'Esclopeter». |

Ca l'Esclopeter és un mas situat al municipi de Colomers, a la comarca catalana del Baix Empordà.